# Psoralea hypogaea
Psoralea hypogaea är en ärtväxtart som beskrevs av John Torrey och Asa Gray. Psoralea hypogaea ingår i släktet Psoralea och familjen ärtväxter. Inga underarter finns listade i Catalogue of Life.